# Đằng Xung
Đằng Xung (tiếng Trung phồn thể: 腾冲市, giản thể: 腾冲市, Hán Việt: Đằng Xung thị, tiếng Thái Na: ᥛᥫᥒᥰ ᥛᥦᥢᥰ, tiếng Ngõa: yaong mīex) là một thành phố cấp huyện thuộc địa cấp thị Bảo Sơn, tỉnh Vân Nam, Cộng hòa Nhân dân Trung Hoa. Thành phố này có đường biên giới dài 148,7 km, từ đây đi qua thủ phủ Myitkyina của bang Kachin (Myanmar) cách 217 km. Đằng Xung nằm ở chân núi phía tây dãy núi Cao Lê Cống (phần tây nam của dãy núi Hoành Đoạn). Khí hậu ở đây đa dạng từ khí hậu nhiệt đới gió mùa đến khí hậu núi cao. Đằng Xung được liệt vào Danh thành văn hóa lịch sử quốc gia của tỉnh Vân Nam.

## Phân chia hành chính
Thành phố Đằng Xung chia ra thành 1 nhai đạo biện sự xứ, 10 trấn và 7 hương:
- Nhai đạo: Đằng Việt.
- Trấn: Cố Đông, Điền Than, Hầu Kiều, Hòa Thuận, Giới Đầu, Khúc Thạch, Minh Quang, Trung Hòa, Mang Bổng, Hà Hoa.
- Hương: Mã Trạm, Bắc Hải, Thanh Thủy, Ngũ Hợp, Tân Hoa, Bồ Xuyên, Đoàn Điền.